# 古田貴久
古田 貴久（ふるた たかひさ、1967年6月 - ）は、日本の工学者である。現在群馬大学教育学部技術教育講座准教授。専門分野は教育工学。

## 来歴・人物
- 1967年6月　福島県で出生。
- 1990年3月　東京工業大学工学部制御工学科卒業
- 1992年3月　東京工業大学大学院総合理工学研究科システム科学修士課程修了
- 1995年3月　東京工業大学大学院総合理工学研究科システム科学博士課程修了
- 1995年4月 - 2000年3月　群馬大学教育学部技術教育講座講師
- 2000年4月 - 2007年3月　群馬大学教育学部技術教育講座助教授
- 2007年4月-　　　　　　　　　群馬大学教育学部技術教育講座准教授

現在は群馬大学教育学部学校教育講座技術専攻准教授。

## 専門分野
情報教育工学
- 情報学基礎
- 教育工学
- 実験心理学

（メンタルモデルの形成過程の認知的分析）

## 受賞学術賞
- 日本教育工学会論文賞（1993年）

## 著書・論文

### 論文
- 『中学校・技術のための鉄道模型制御教材Grailの開発』（群馬大学教育実践研究、2010年）
- 『情報活用の実践力に見る児童および教師の問題解決過程の認識構造および評価の違いについて』（日本教育工学会論文誌、2009年）
- 『受験参考書に見る小論文試験の目的と評定構造の関係』（日本教育工学会論文誌、2008年）
- 『木製品の構想・設計における思考の内容について』（群馬大学教育学部紀要　芸術・技術・体育・生活科学編、2001年）
- 『メンタルモデルの自発的形成過程と対象との同型性』（認知科学、1995年）
- 『Processes of spontaneous formation mental models and its equivalence to the target』（Cognitive Studies、1995年）
- 『Effects of Instruction in Device operation learning』（電子情報通信学会論文誌D-Ⅱ、1993年）
- 『装置操作学習における教示の役割』（電子情報通信学会論文誌D-Ⅱ、1993年）
- 『幾何論証課題文の制約条件を満たす図に関する計算機的表現の自動生成』（日本教育工学雑誌、1992年）

## 所属学会
- 電子情報通信学会
- 日本教育工学会
- 日本認知科学会
- Cognitive Science Society